# 13633 Ivens
13633 Ivens este un asteroid din centura principală de asteroizi.

## Descriere
13633 Ivens este un asteroid din centura principală de asteroizi. A fost descoperit pe 17 noiembrie 1995 la Kitt Peak National Observatory în cadrul proiectului Spacewatch. El prezintă o orbită caracterizată de o semiaxă mare de 2,16 ua, o excentricitate de 0,08 și o înclinație de 4,1° în raport cu ecliptica.